# Hepcat

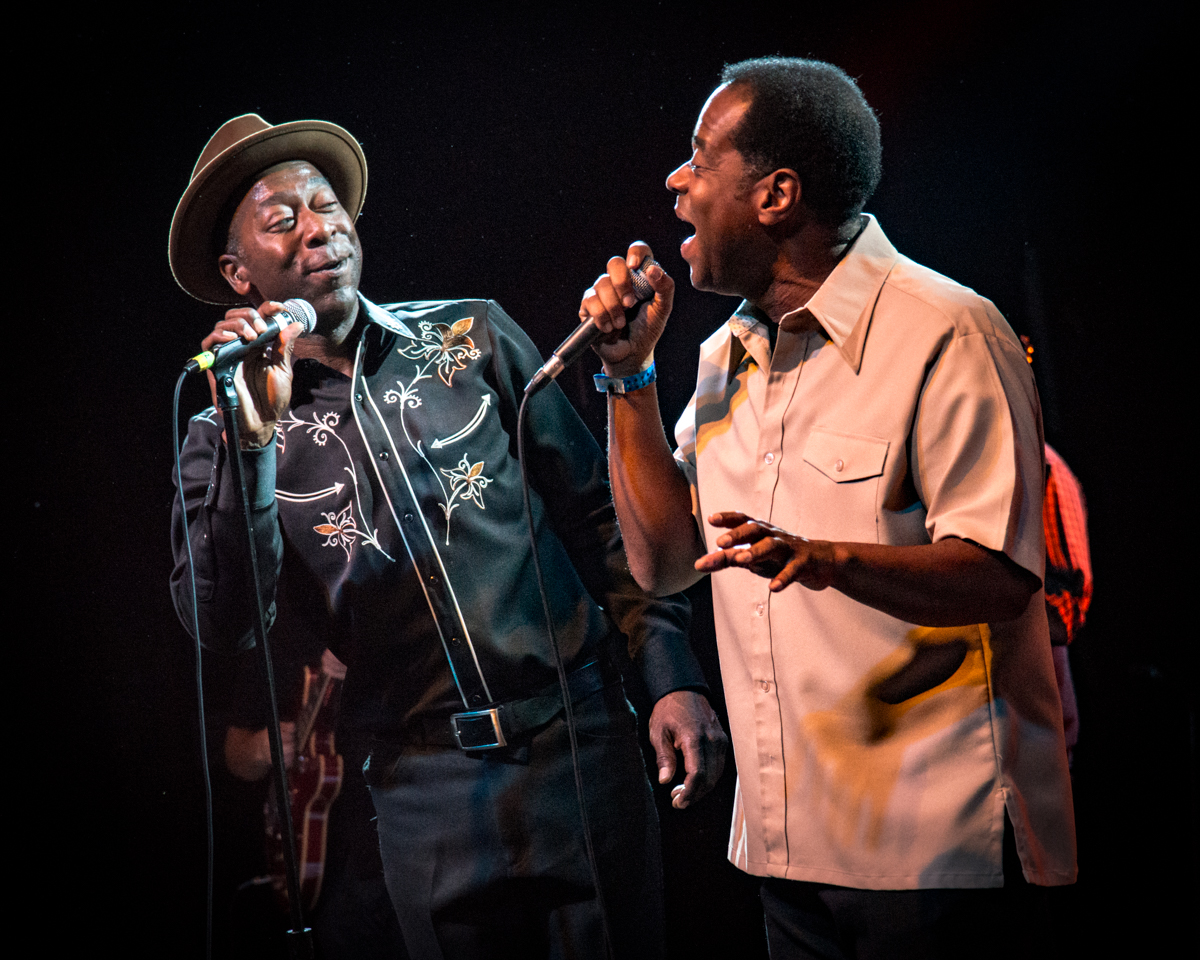
Hepcat se produit lors du spectacle hommage à Ikey & Aaron Owens au El Rey Theater Hollywood, CA

Hepcat est un groupe de ska, rocksteady et reggae du début des années 1990. C'est un groupe californien emmené par un trio vocal: Greg Lee, Alex Désert (acteur dans la série TV 101 ou dans le film Swingers de Doug Liman) et Deston Berry. Dave Hillyard, saxophoniste actuel de The Slackers, était membre de Hepcat quand le groupe a débuté, après un passage dans le groupe californien The Donkey Show. Après un premier album sorti chez Moon Ska, Hepcat rejoint l'écurie Hellcat, label créé par Tim Armstrong de Rancid. Après une pause de plusieurs années entre 1999 et 2003, le groupe recommence à donner des concerts en 2004.

## Discographie
- Out of nowhere
- Scientific
- Right on time
- Push and shove